# Tórtora maragda capgrisa
La tórtora maragda capgrisa o tórtora verda de l'Índia (Chalcophaps indica) és una espècie d'ocell de la família dels colúmbids (Columbidae) que habita zones boscoses de la zona indomalaia, des de Sri Lanka, el Nepal i el sud, nord i sud-est de l'Índia, cap a l'est, a través de Myanmar i Indoxina fins al sud de la Xina, Hainan, Taiwan, illes Ryukyu, illes Andaman, Nicobar i l'illa Christmas, Filipines, Borneo, illes de la Sonda, Moluques i Raja Ampat. Chalcophaps longirostris és considerada sovint una subespècie de C.indica.